# Paul Demange (acteur)
Pour les articles homonymes, voir Paul Demange et Demange.
Paul Demange, né Paul Marie Hubert Petitdemenge le 12 avril 1901 à Mirecourt (Vosges) et mort le 28 novembre 1983 à Taverny (Val-d'Oise), est un acteur français.

## Biographie
Paul Demange fut second ou troisième rôle durant un demi-siècle dans plus de 200 films. Ses passages à l’écran sont fugaces, garçon de café, coiffeur, greffier, souvent employé, parfois petit chef de bureau, parfois policier et parfois malfrat.
Il est inhumé dans le cimetière ancien d'Asnières-sur-Seine (Hauts-de-Seine).

## Filmographie

### Cinéma

#### Période 1932-1939
- 1932 : Direct au cœur de Roger Lion - Prosper
- 1934 : L'assassin est parmi nous court métrage de Jacques de Casembroot
- 1935 : La Bandera de Julien Duvivier : - Le plaisantin
- 1935 : Fanfare d'amour de Richard Pottier
- 1935 : Princesse Tam Tam d'Edmond T. Gréville - Le professeur de danse
- 1935 : Train de plaisir de Léo Joannon - L'employé
- 1935 : Amants et Voleurs de Raymond Bernard
- 1936 : L'Amant de Madame Vidal d'André Berthomieu
- 1936 : La Belle Équipe de Julien Duvivier - Un locataire
- 1936 : Le Crime de Monsieur Lange de Jean Renoir - Un créancier
- 1936 : L'Empreinte rouge de Maurice de Canonge - Le greffier
- 1936 : La Flamme d'André Berthomieu - Le garçon
- 1936 : L'Homme du jour de Julien Duvivier - Un passager du métro
- 1936 : Marinella de Pierre Caron - Un membre de la troupe radiophonique
- 1936 : La Terre qui meurt, de Jean Vallée - Le notaire
- 1936 : Topaze de Marcel Pagnol
- 1936 : Bach détective de René Pujol - Mr Dubois
- 1936 : A Louer, meublée court métrage de Gilbert de Knyffe et Jacques de Casembroot
- 1936 : Alchimie, Versailles court métrage de Christian-Hermann Mihalesco
- 1937 : La Chaste Suzanne d'André Berthomieu
- 1937 : Chipée ou Coup de foudre de Roger Goupillières - Mr Masson
- 1937 : Une femme sans importance de Jean Choux
- 1937 : L'Homme sans cœur de Léo Joannon - Le veilleur
- 1937 : La Maison d'en face de Christian-Jaque
- 1937 : Rendez-vous Champs-Élysées de Jacques Houssin
- 1937 : Êtes-vous jalouse ? de Henri Chomette - Un invité à la réception
- 1937 : Gribouille de Marc Allégret
- 1937 : Le Mensonge de Nina Petrovna de Victor Tourjanski
- 1937 : Si tu reviens de Jacques Daniel-Norman - Un régisseur
- 1937 : Travail de nuit court métrage de Jacques de Casembroot
- 1938 : Café de Paris de Yves Mirande et Georges Lacombe - Le clochard
- 1938 : Clodoche ou Sous les ponts de Paris de Raymond Lamy et Claude Orval
- 1938 : Katia de Maurice Tourneur - Un consommateur
- 1938 : La Route enchantée de Pierre Caron - Un gendarme
- 1938 : Un soir à Marseille de Maurice de Canonge - Joseph
- 1938 : Trois Artilleurs à l'opéra d'André Chotin - Le greffier
- 1938 : Trois Valses de Ludwig Berger - Le régisseur
- 1938 : La Vierge folle d'Henri Diamant-Berger
- 1938 : Quand le cœur chante court métrage de Bernard Roland
- 1938 : La Cité des lumières de Jean de Limur - Le commissaire-priseur
- 1939 : La Brigade sauvage de Jean Dréville
- 1939 : Eusèbe député d'André Berthomieu
- 1939 : Métropolitain de Maurice Cam
- 1939 : Pour le maillot jaune de Jean Stelli - Le journaliste
- 1939 : Son oncle de Normandie ou La Fugue de Jim Baxter de Jean Dréville - M. Claudinet
- 1939 : Tourbillon de Paris d'Henri Diamant-Berger - Le commissaire
- 1939 : Vidocq de Jacques Daroy - Un soldat
- 1939 : Yamilé sous les cèdres de Charles d'Espinay
- 1939 : Les Otages de Raymond Bernard

#### Période 1940-1949
- 1940 : Le Duel de Pierre Fresnay - Le speaker
- 1940 : Menaces de Edmond T. Gréville - Le domestique
- 1940 : Narcisse de Ayres d'Aguiar
- 1941 : Le Diamant noir de Jean Delannoy - Le chauffeur
- 1941 : Le Dernier des six de Georges Lacombe - Fabien
- 1941 : Le Valet maître de Paul Mesnier - Le vendeur de tableaux
- 1941 : Montmartre-sur-Seine de Georges Lacombe - Le commissaire
- 1941 : Le Briseur de chaînes de Jacques Daniel-Norman - Le photographe
- 1941 : Ce n'est pas moi de Jacques de Baroncelli
- 1941 : L'Appel du stade court métrage de Marcel Martin - Le photographe
- 1942 : La Maison des sept jeunes filles de Albert Valentin
- 1942 : La Femme que j'ai le plus aimée de Robert Vernay - Le coiffeur
- 1942 : Mademoiselle swing de Richard Pottier - Le chef de gare
- 1942 : L'Ange gardien de Jacques de Casembroot - Le notaire
- 1942 : Monsieur La Souris de Georges Lacombe - Le mari de la grosse dame
- 1942 : Le Voile bleu de Jean Stelli - M. Pons
- 1943 : Fou d'amour de Paul Mesnier - L'économe
- 1943 : Malaria de Jean Gourguet - M. Monis
- 1943 : Lucrèce de Léo Joannon - Le concierge
- 1944 : Le ciel est à vous de Jean Grémillon - M. Petit
- 1944 : Bonsoir mesdames, bonsoir messieurs de Roland Tual - Le colonel Chandelier
- 1944 : L'aventure est au coin de la rue de Jacques Daniel-Norman - Le monsieur de l'auto
- 1944 : Le Carrefour des enfants perdus de Léo Joannon - Le greffier
- 1944 : Coup de tête de René Le Hénaff
- 1945 : La Fiancée des ténèbres de Serge de Poligny - L'accordeur de pianos
- 1945 : Le Cavalier noir de Gilles Grangier - M. Plume
- 1945 : Paméla de Pierre de Hérain - Un membre du comité
- 1945 : Les Enfants du paradis tourné en deux époques de Marcel Carné - Le deuxième auteur
- 1945 : Dernier Métro de Maurice de Canonge
- 1945 : Le Mystère Saint-Val de René Le Hénaff
- 1945 : L'Extravagante Mission de Henri Calef
- 1945 : Destins de Richard Pottier - L'agence Détecta
- 1945 : L'assassin n'est pas coupable de René Delacroix - Simple apparition
- 1946 : Christine se marie de René Le Hénaff
- 1946 : Sylvie et le Fantôme de Claude Autant-Lara - Le conseiller
- 1946 : Faut ce qu'il faut ou "Monsieur Bibi" de René Pujol -tourné en 1940
- 1946 : Sérénade aux nuages d'André Cayatte
- 1946 : Roger la honte d'André Cayatte - Le portier du tribunal
- 1946 : Jéricho de Henri Calef - Mr André Morget
- 1946 : Le Pays sans étoiles de Georges Lacombe - Le premier clerc
- 1946 : Jeux de femmes de Maurice Cloche - Le vendeur de poteries
- 1946 :  Le Couple idéal  de Bernard Roland - Le metteur en scène de Justex
- 1946 : Son dernier rôle de Jean Gourguet
- 1946 : Macadam de Marcel Blistène - Marcel, le coiffeur
- 1946 : L'assassin était trop familier court métrage de Raymond Leboursier
- 1947 : Le silence est d'or de René Clair - Le sultan de Socotora
- 1947 : Le Charcutier de Machonville de Vicky Ivernel - Mr Verdebrick
- 1947 : Les Maris de Léontine de René Le Hénaff - Mr Béjut
- 1947 : Les jeux sont faits de Jean Delannoy - Un mort
- 1947 : Rouletabille joue et gagne de Christian Chamborant - Joseph
- 1947 : Quai des Orfèvres de Henri-Georges Clouzot - Un inspecteur
- 1947 : Monsieur Vincent de Maurice Cloche - Le sacristain
- 1947 : L'École des facteurs court métrage de Jacques Tati - L'instructeur des postes
- 1948 : Clochemerle de Pierre Chenal - Mr Toumignon
- 1948 : Le Dernier Fiacre tourné en deux époques de Raoul André
- 1948 : L'assassin est à l'écoute de Raoul André - Mick
- 1948 : Le Dessous des cartes d'André Cayatte - Le speaker
- 1948 : D'homme à hommes de Christian Jaque - Le client
- 1948 : Le Destin exécrable de Guillemette Babin de Guillaume Radot - Maître Nicolas
- 1948 : Cité de l'espérance de Jean Stelli - Franckie
- 1948 : L'Armoire volante de Carlo Rim - Le Frisé
- 1948 : Impasse des Deux-Anges de Maurice Tourneur - Minus
- 1949 : Rapide de nuit de Marcel Blistène - M. Grand
- 1949 : Docteur Laënnec de Maurice Cloche - L'enrhumé
- 1949 : La vie est un rêve de Jacques Séverac - Barnabé
- 1949 : L'Ange rouge de Jacques Daniel-Norman - Loulou
- 1949 : Gigi de Jacqueline Audry - Emmanuel
- 1949 : Millionnaires d'un jour d'André Hunebelle - Le collègue
- 1949 : Occupe-toi d'Amélie de Claude Autant-Lara - M. Mouilleton
- 1949 : Un juré bavard court métrage d'Henri Verneuil - Le juré bavard
- 1949 : L'Extra-lucide court métrage de Georges Jaffé
- 1949 : Les Nouveaux Misérables court métrage d'Henri Verneuil - Le contribuable
- 1949 : Le Portefeuille court métrage d'André Cerf

#### Période 1950-1959
- 1950 : L'Homme à l'œillet blanc court métrage de (?)
- 1950 : Envoi de fleurs de Jean Stelli - Le spectateur timoré
- 1950 : Menaces de mort de Raymond Leboursier - Le valet de chambre
- 1950 : Le 84 prend des vacances de Léo Joannon - Un Paloutchistanien
- 1950 : Un certain monsieur de Yves Ciampi - Léonard
- 1950 : Prélude à la gloire de Georges Lacombe - Le brocanteur
- 1950 : Le Trésor de Cantenac de Sacha Guitry - Jean, le cabaretier
- 1950 : La Rue sans loi de Marcel Gibaud - Anatole
- 1950 : Boîte à vendre court métrage de Claude-André Lalande
- 1950 : Brune ou blonde court métrage de Jacques Garcia - Participation de P.Demange
- 1951 : Andalousie de Robert Vernay - Le régisseur
- 1951 : Bibi Fricotin de Marcel Blistène - Le conservateur
- 1951 : Une fille à croquer ou Le petit chaperon rouge de Raoul André - Le patron de l'Hermitière
- 1951 : Les Nuits de Paris de Ralph Baum - Le bijoutier
- 1951 : Ma femme est formidable d'André Hunebelle - Le second déménageur
- 1951 : Vedettes sans maquillage court métrage de Jacques Guillon - Son propre rôle
- 1952 : Le Passage de Vénus de Maurice Gleize - Mr Trapu
- 1952 : Cet âge est sans pitié de Marcel Blistène - L'opérateur
- 1952 : L'amour n'est pas un péché de Claude Cariven
- 1952 : Monsieur Taxi d'André Hunebelle - Le petit homme au téléphone
- 1952 : Buridan, héros de la tour de Nesle de Émile Couzinet - Mr Simon Malingré
- 1952 : Ils sont dans les vignes de Robert Vernay - Le chef de gare
- 1952 : Les Belles de nuit de René Clair - Le petit monsieur qui veut reprendre le piano
- 1952 : Son dernier rôle de Jacques Daniel-Norman - Le professeur de sciences
- 1952 : La Fête à Henriette de Julien Duvivier - Un coiffeur
- 1952 : Drôle de noce de Léo Joannon
- 1952 : Le Chemin de Damas de Max Glass
- 1953 : Week-end à Paris "Innocents in Paris" de Gordon Parry - Un garçon de café
- 1953 : Tambour battant de Georges Combret
- 1953 : Mon mari est merveilleux d'André Hunebelle - M. Basset
- 1953 : La pocharde de Georges Combret - Un habitué
- 1953 : Une nuit à Megève de Raoul André - Le portier
- 1953 : Moineaux de Paris de Maurice Cloche
- 1953 : Le Gang des pianos à bretelles ou Hold-up en musique de Gilles de Turenne - Paul, le chef
- 1953 : La Loterie du bonheur de Jean Gehret
- 1953 : Le Petit Jacques de Robert Bibal - Le vieux beau
- 1953 : Les Trois Mousquetaires d'André Hunebelle - Un aubergiste
- 1953 : Mon frangin du Sénégal de Guy Lacourt - L'ancien colonial
- 1953 : Bonjour monsieur Amalfi court métrage
- 1953 : La Fête au village court métrage
- 1953 : La Route Napoléon de Jean Delannoy - Un employé
- 1954 : L'Étrange Désir de monsieur Bard de Geza Radvanyi - Le docteur
- 1954 : Boum sur Paris de Maurice de Canonge - Stanislas, le préparateur du professeur
- 1954 : Quai des blondes de Paul Cadéac - Un client
- 1954 : Les Intrigantes d'Henri Decoin - Émile Carcassone, l'assureur
- 1954 : Anatole chéri de Claude Heymann - Anatole
- 1954 : Secrets d'alcôve sketch : Le lit de la Pompadour de Jean Delannoy
- 1954 : Marchandes d'illusions de Raoul André - Gustave
- 1954 : Leguignon guérisseur de Maurice Labro - Le pharmacien
- 1954 : Madame du Barry de Christian Jaque - Un citoyen
- 1954 : Obsession de Jean Delannoy - Le barman
- 1954 : Crime au concert Mayol de Pierre Méré - Nestor
- 1954 : Le Feu dans la peau de Marcel Blistène - M. Soignes
- 1954 : La rafle est pour ce soir de Maurice Dekobra
- 1954 : Nuits andalouses de Maurice Cloche
- 1954 : L'Œil en coulisses d'André Berthomieu
- 1955 : Les Clandestines de Raoul André - Gustave
- 1955 : La Tour de Nesle d'Abel Gance - Le premier conseiller
- 1955 : Les pépées font la loi de Raoul André - L'encaisseur à la sacoche vide
- 1955 : Sur le banc de Robert Vernay - Jules, le gendarme
- 1955 : À toi de jouer Callaghan de Willy Rozier - Le barman
- 1955 : Dix-huit heures d'escale de René Jolivet - Le vieux capitaine
- 1955 : Casse-cou, mademoiselle ou Ah! quel coureur de Christian Stengel - Le balayeur
- 1955 : La Madone des sleepings d'Henri Diamant-Berger - Le voyageur
- 1955 : Cherchez la femme de Raoul André
- 1955 : Le Crâneur de Dimitri Kirsanoff - Le concierge
- 1955 : Gueule d'ange de Marcel Blistène - Stanislas
- 1955 : La Môme Pigalle de Alfred Rode
- 1955 : Les Impures de Pierre Chevalier - Le contrôleur du train
- 1955 : À la manière de Sherlock Holmes d'Henri Lepage
- 1955 : Boulevard du crime de René Gaveau
- 1955 : L'Impossible Monsieur Pipelet d'André Hunebelle - Le monsieur au shampoing
- 1955 : L'Affaire des poisons de Henri Decoin
- 1955 : L'Irrésistible Catherine d'André Pergament
- 1955 : Rencontre à Paris de Georges Lampin - Un homme qui croise le monome
- 1955 : Marguerite de la nuit de Claude Autant-Lara - Un consommateur au Pigall's
- 1955 : Frou-Frou de Augusto Genina - Le régisseur
- 1956 : Une fille épatante de Raoul André - Le valet de chambre
- 1956 : Si Paris nous était conté de Sacha Guitry - M. Thiers
- 1956 : Treize à table d'André Hunebelle - Le pianiste
- 1956 : Le Couteau sous la gorge de Jacques Séverac - L'employé de banque
- 1956 : Les Indiscrètes de Raoul André - Gustave
- 1956 : Les Aventures de Gil Blas de Santillane de René Jolivet - Lamela
- 1956 : Voici le temps des assassins de Julien Duvivier - Le client au régime
- 1956 : Ce soir les jupons volent de Dimitri Kirsanoff - Le père de Jeannette
- 1956 : Les Pépées au service secret de Raoul André - Le chef d'orchestre
- 1956 : Elena et les Hommes de Jean Renoir - un spectateur
- 1956 : Lorsque l'enfant paraît de Michel Boisrond
- 1956 : Miss catastrophe de Dimitri Kirsanoff
- 1956 : Michel Strogoff de Carmine Gallone - L'employé du télégraphe
- 1956 : Printemps à Paris de Jean-Claude Roy
- 1957 : Fumée blonde de Robert Vernay
- 1957 : Ah ! Quelle équipe de Roland Quignon - Le vendeur
- 1957 : L'Homme à l'imperméable de Julien Duvivier - l'auteur
- 1957 : La Blonde des Tropiques d'André Roy - Dany, le régisseur
- 1957 : Fric-frac en dentelles de Guillaume Radot - M. Espinasse
- 1957 : Vacances explosives de Christian Stengel - L'homme dans la baignoire
- 1957 : La Polka des menottes de Raoul André
- 1957 : Quelle sacrée soirée ou Nuit blanche et rouge à lèvres de Robert Vernay - Le contrôleur
- 1957 : C'est arrivé à 36 chandelles de Henri Diamant-Berger - Le concierge
- 1957 : Rafles sur la ville de Pierre Chenal - Truffaut)
- 1957 : Mademoiselle Strip-tease de Pierre Foucaud - Un machiniste
- 1958 : C'est la faute d'Adam de Jacqueline Audry - Félicien
- 1958 : Premier mai ou Le Père et l'enfant de Luis Saslavsky - Le secrétaire du commissaire
- 1958 : Un certain monsieur de René Jolivet
- 1958 : Oh ! Qué mambo de John Berry - Le couturier
- 1959 : Les motards de Jean Laviron - Le coiffeur
- 1959 : Ça n'arrive qu'aux vivants de Tony Saytor
- 1959 : Messieurs les ronds-de-cuir d'Henri Diamant-Berger
- 1959 : Secret professionnel de Raoul André
- 1959 : La Tête contre les murs de Georges Franju

#### Période 1960-1977
- 1960 : Pantalaskas de Paul Paviot
- 1960 : Vive Henri IV, vive l'amour de Claude Autant-Lara
- 1961 : Le Jugement dernier (Il giudizio universale) de Vittorio De Sica - L'avare à Paris
- 1961 : Alerte au barrage de Jacques Daniel-Norman
- 1962 : Les sept péchés capitaux (sketch: L'envie) de Édouard Molinaro - M. Verdier
- 1962 : La Fille du torrent de Hans Herwig
- 1962 : Arsène Lupin contre Arsène Lupin de Édouard Molinaro - Maître Puisette, notaire
- 1962 : Le Diable et les Dix Commandements de Julien Duvivier, sketch Luxurieux point ne seras : Monsieur Arthur
- 1962 : Le Scorpion de Serge Hanin - Le mage
- 1963 : Règlements de comptes de Pierre Chevalier - Le voleur du marché
- 1963 : L'assassin connaît la musique... de Pierre Chenal
- 1963 : Le Magot de Josefa de Claude Autant-Lara - La grand-mère
- 1963 : Une ravissante idiote de Édouard Molinaro - Le directeur de la banque
- 1964 : La Bonne Soupe de Robert Thomas - Le sacristain
- 1964 : Les Pieds-Nickelés de Jean-Claude Chambon - Le concierge
- 1964 : La difficulté d'être infidèle de Bernard Toublanc-Michel
- 1965 : Mission spéciale à Caracas de Raoul André
- 1965 : L'Or du duc de Jacques Baratier - Un joueur
- 1965 : Les Enquiquineurs ou "Bon week-end" de Roland Quignon - Le pêcheur
- 1965 : Quand passent les faisans d'Édouard Molinaro - Le marchand de vieux papiers
- 1967 : Ces messieurs de la famille de Raoul André - Le clochard
- 1969 : Paul au pays des culs de Rocco Simehdi - Le charcutier (mari de Christine la chaude)
- 1969 : Les Gros Malins ou Le champion du tiercé de Raymond Leboursier - Le second pharmacien
- 1969 : Le Bourgeois gentil mec de Raoul André
- 1971 : Pouce de Pierre Badel
- 1974 : Les Gaspards de Pierre Tchernia - Le concierge du ministère
- 1974 : Vos gueules, les mouettes ! de Robert Dhéry
- 1975 : Sérieux comme le plaisir de Robert Benayoun - Le joueur curieux
- 1976 : Le Trouble-fesses ou Le gaffeur de Raoul Foulon
- 1977 : Pourquoi ? de Anouk Bernard - L'avorteur

### Télévision
- 1951 : Le Partage impossible de Jean-Loup Berger
- 1952 : Marguerite de Claude Barma
- 1956 : Beaufils et fils de Roger Iglésis
- 1957 : Les J.3 de Jean-Paul Carrère
- 1957 : Le Tour de France par deux enfants (feuilleton en 13 épisodes de 20 min, puis 2 épisodes de 13 min et 2 de 25 min) de William Magnin
- 1959 : Les Vacances de Brutus de Michel Mitrani
- 1961 : L'Amour des trois oranges de Pierre Badel
- 1961 : La Déesse d'or (feuilleton en 13 épisodes de 30 min) de Robert Guez : Jo
- 1961 : Le Petit Ramoneur (feuilleton en 13 épisodes de 15 min) de Gérard Pignol
- 1962 : Le Temps des copains (série télévisée) de Robert Guez : Monsieur Mars, le styliste (ép. 110, 111, 112)
- 1964 : Le Bon Numéro de Stellio Lorenzi
- 1964 : Melmoth réconcilié de Georges Lacombe : Picquoiseau
- 1965 : Le Bonheur conjugal (feuilleton en 13 épisodes de 26 min : 1-Le coup de foudre, 2-Les fiançailles, 3-Le mariage, 4-Le voyage de noces, 5-Retour aux réalités, 6-Des goûts et des couleurs, 7-Conflits mineurs, 8-Les bonnes manières, 9-La bonne conduite, 10-La trêve, 11-Le coup dur, 12-Les grands otages, 13-Le cap des sept ans) de Jacqueline Audry
- 1965 : Foncouverte de Robert Guez, série télévisée : Le petit monsieur
- 1965 : Rocambole, La Belle Jardinière (3e époque) de Jean-Pierre Decourt : l'oiseleur
- 1966 : Au théâtre ce soir : Chérie noire de François Campaux, mise en scène de l'auteur, réalisation Pierre Sabbagh, Théâtre Marigny - L'huissier
- 1966 : Lady Godiva de Jean Canolle
- 1966 : L'Évadé insuline (épisode de la série : Allo Police) de Robert Guez
- 1966 : Gerfaut (feuilleton en 9 épisodes de 126 min) de François Gir
- 1966 : Rocambole (feuilleton en 26 épisodes de 15 min - troisième série) de Jean-Pierre Decourt
- 1967 : Le Petit Café de François Gir
- 1967 : Panouillard (épisode du feuilleton Les créatures du bon dieu) de Jean Laviron
- 1967 : S.O.S Hamster (épisode du feuilleton Les créatures du bon dieu) de Jean Laviron
- 1967 : Salle n° 8 (série télévisée) de Robert Guez et Jean Dewever : le tailleur (ép. 30)
- 1968 : L'Étrangleuse de Odette Collet
- 1969 : Au diable la malice (épisode du feuilleton Allo police) de Ado Kyrou
- 1970 : Au théâtre ce soir : L'amour vient en jouant de Jean Bernard-Luc, mise en scène Michel Roux, réalisation Pierre Sabbagh, Théâtre Marigny
- 1971 : La Visite de la vieille dame d'Alberto Cavalcanti
- 1971 : Le Voyageur des siècles (feuilleton en 4 épisodes de 90 min : 1-L'étrange disparition d'Andigné, 2-L'album de famille, 3-Le grain de sable, 4-Le Bonnetier de la rue Tripette) de Jean Dréville : le conducteur
- 1972 : Les Habits neufs du grand-duc de Jean Canolle - Le Premier ministre
- 1975 : Pilotes de courses, série télévisée en vingt-six épisodes de Robert Guez : un pilote amateur
- 1977 : Les Folies Offenbach, Les Bouffes-Parisiens de Michel Boisrond

## Théâtre
- 1930 : Topaze de Marcel Pagnol, Tamise
- 1937 : Qui ?... Pourquoi ?... Comment ?... de Pierre Palau et Joseph Jacquin, Théâtre Charles de Rochefort
- 1940 : Léocadia de Jean Anouilh, Théâtre de la Michodière
- 1947 : Le Voyage en calèche de Jean Giono, mise en scène Alice Cocéa, Théâtre du Vieux-Colombier
- 1947 : Et vive la liberté de Jean de Létraz, mise en scène de l'auteur, Théâtre des Variétés
- 1950 : Va faire un tour au bois de Roger Dornès, mise en scène Roland Piétri, Théâtre Gramont
- 1952 : Le Bon Débarras de Pierre Barillet et Jean-Pierre Gredy, mise en scène Jean Wall, Théâtre Daunou
- 1952 : N'écoutez pas, mesdames ! de Sacha Guitry, mise en scène de l'auteur, Théâtre des Variétés
- 1953 : O, mes aïeux !... de José-André Lacour, mise en scène Jean Le Poulain, Théâtre de l'Œuvre
- 1958 : Lady Godiva de Jean Canolle, mise en scène Michel de Ré, Théâtre de Paris
- 1958 : Chérie noire de François Campaux, mise en scène Jacques Charon, Théâtre Michel
- 1959 : Le Train pour Venise de Louis Verneuil & Georges Berr, mise en scène Jacques Charon, Théâtre Michel
- 1961 : Chérie noire de François Campaux, mise en scène de l'auteur, Théâtre des Nouveautés
- 1961 : Remue-ménage de Pierre Leloir, mise en scène Jean Marchat, Comédie-Wagram
- 1963 : Piège pour un homme seul de Robert Thomas, mise en scène Jacques Charon, Théâtre des Bouffes-Parisiens
- 1963 : La Dame ne brûlera pas de Christopher Fry, mise en scène Pierre Franck, Théâtre de l'Œuvre
- 1964 : Têtes de rechange de Jean-Victor Pellerin, mise en scène Jean Le Poulain, Théâtre des Bouffes-Parisiens
- 1965 : Le Deuxième Coup de feu de Robert Thomas d'après Ladislas Fodor, mise en scène Pierre Dux, Théâtre Édouard-VII
- 1966 : La Perruche et le Poulet de Robert Thomas d'après Jack Popplewell, mise en scène de l'auteur, Théâtre du Vaudeville
- 1968: Le Disciple du Diable  de George Bernard Shaw, mise en scène Jean Marais, Théâtre de Paris
- 1969 : La Périchole de Jacques Offenbach, mise en scène Maurice Lehmann, Théâtre de Paris
- 1969 : Occupe-toi d'Amélie de Georges Feydeau, mise en scène Jacques Charon, Théâtre de la Madeleine
- 1971 : L'Idiote de Marcel Achard, mise en scène Jacques-Henri Duval, tournée Herbert-Karsenty
- 1973 : La Cage aux folles de Jean Poiret, mise en scène Pierre Mondy,  Théâtre du Palais-Royal
- 1978 : La Cage aux folles de Jean Poiret, mise en scène Pierre Mondy,  Théâtre des Variétés